# Zingel balcanicus
Zingel balcanicus (лат.) — вид пресноводных лучепёрых рыб семейства окунёвых (Percidae).

## Описание
В первом спинном плавнике 7-9 жёстких лучей; во втором спинном плавнике 12-14 мягких лучей. Максимальная длина составляет 15,5 см. Обитает у дна, эндемик реки Аксиос в Северной Македонии. Может встречаться ниже по течению реки в Греции.